# Saturn I

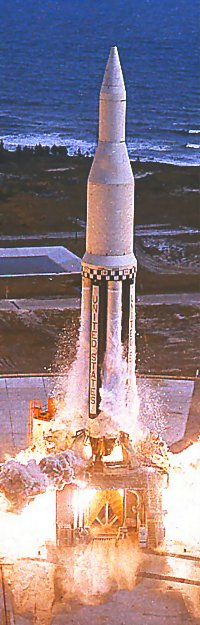
Lancio di un Saturn I

Il Saturn I fu il primo vettore USA pensato per lanciare oggetti nell'orbita terrestre.
Furono fatti volare 10 Saturn I prima che questo modello fosse rimpiazzato dal 
Saturn IB che includeva un secondo stadio più potente.

Questi lanci furono usati soprattutto per testare il primo stadio del missile.

## Lanci Saturn I
- SA-1 - test per il razzo S-1
- SA-2 - test per il razzo S-1 e trasporto di 109 m³ d'acqua nell'atmosfera superiore per investigare gli effetti delle trasmissioni radio
- SA-3 - come l'SA-2
- SA-4 - verifica degli effetti dell'arresto prematuro del motore
- SA-5 - primo volo del secondo stadio
- A-101 - testata l'integrità delle strutture del CSM
- A-102 - trasporto del primo computer programmabile su un razzo Saturn I; ultimo test di volo
- A-103 - trasporto del satellite Pegasus A
- A-104 - trasporto del satellite Pegasus B
- A-105 - trasporto del satellite Pegasus C

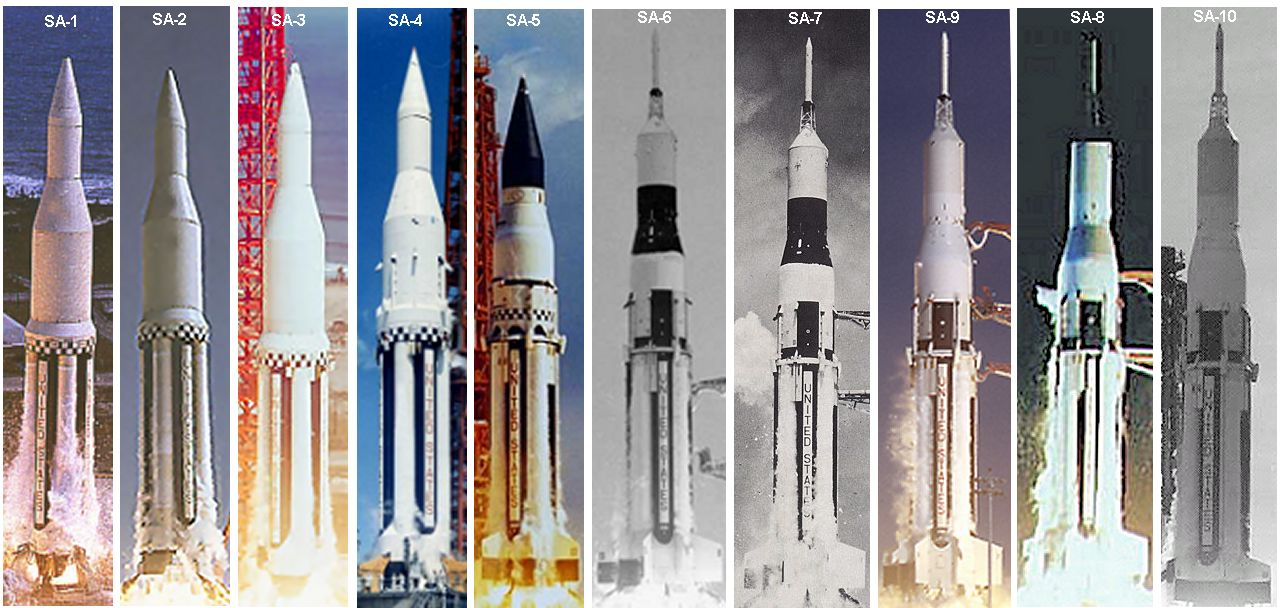
Sequenza dei 10 Saturn I lanciati